# NGC 2555
NGC 2555 (również PGC 23259 lub UGC 4319) – galaktyka spiralna z poprzeczką (SBab), znajdująca się w gwiazdozbiorze Hydry. Odkrył ją William Herschel 20 grudnia 1784 roku.